# Gerhard (Berchtesgaden)
Gerhard war innerhalb des Jahres 1201 Propst des Klosterstifts Berchtesgaden.
Als Interimsregent mit weniger als einem Jahr Wirkungszeit ist über Gerhards Leben und Wirken derzeit nichts weiter bekannt. Laut Brugger war er der Bürde des Amtes in der Propstei nicht gewachsen, das laut Joseph Ernst von Koch-Sternfeld wie schon 1183 durch „gewaltige Erdbeben“ gezeichnet war.
Als Stiftspropst profitierte er von dem 1156 ausgestellten „Freiheitsbrief“ des Kaisers Friedrich Barbarossa, der dem Berchtesgadener Klosterstift die Forsthoheit gewährte, sowie von der eigenmächtigen Erweiterung dieser „Goldenen Bulle“ durch seinen Vorgänger Friedrich I. um die Schürffreiheit auf Salz und Metall. Dank der seit 1194 gültigen „Magna Charta der Berchtesgadener Landeshoheit“ vermochte er zudem als Landes- und Gerichtsherr nicht nur die niedere, sondern auch die hohe Gerichtsbarkeit auszuüben. Im Jahr seiner Regentschaft wurde der Hauptort Berchtesgaden zur Pfarrei erhoben.